# Matraman
Matraman è un sottodistretto (in indonesiano: kecamatan) di Giacarta Orientale, che a sua volta è una suddivisione di Giacarta, la capitale dell'Indonesia.

## Suddivisioni
Il sottodistretto è suddiviso in sei villaggi amministrativi (in indonesiano: kelurahan):
- Pisangan Baru
- Utan Kayu Selatan
- Utan Kayu Utara
- Kayu Manis
- Pal Meriam
- Kebon Manggis